# Флаг Тужинского района
Флаг муниципального образования Тужи́нский муниципальный район Кировской области Российской Федерации — опознавательно-правовой знак, служащий официальным символом муниципального образования.
Флаг утверждён 3 июня 2009 года решением Тужинской районной Думы № 40/341 и внесён в Государственный геральдический регистр Российской Федерации с присвоением регистрационного номера 5035.

## Описание
«Флаг Тужинского муниципального района представляет собой прямоугольное полотнище с отношением сторон (ширины к длине) 2:3, воспроизводящее герб Тужинского муниципального района в красном, жёлтом, зелёном, синем, чёрном и белом цветах».
Описание герба гласит: «В золотом поле с пониженной лазоревой выпуклой оконечностью и зелёным правым краем, закругленным внизу (подобным собранной внизу занавеси) червлёный бобр вправо, опирающийся на рукояти чёрного плуга с серебряным лезвием».

## Обоснование символики
Флаг, разработанный на основе герба, языком символов и аллегорий передаёт природные, исторические и экономические особенности, района.
Людям, осваивавшим земли, составляющие территорию современного Тужинского района, приходилось отвоёвывать жизненное пространство у тайги: валить лес, чтобы строить дома, раскорчёвывать его под поля. Этот нелёгкий труд был возможен только сообща, общиной. Процесс освоения территории, когда земля для жизни и земледелия отвоёвывалась у природы, на разделе лесов и водной стихии символически передано на флаге фигурой бобра с чёрным плугом, как бы рассекающим пространство щита. Бобр широко распространён на территории района, символизирует трудолюбие, созидание, а также коллективизм — известно, что бобры нередко живут колониями.
Жёлтый цвет (золото) — символизирует пашню и сельскохозяйственную направленность района в целом, а также богатство, благородство и справедливость.
Синий цвет (лазурь) обозначает реку Пижму с заболоченными местностями, а также является символом упорства, бдительности, любви к родине.
Зелёный цвет символизирует леса, а также деятельность жителей, связанную с лесозаготовкой и деревопереработкой, кроме того в геральдике зелёный цвет — символ изобилия, свободы и стремления к победе.
Красный цвет олицетворяет силу, мужество и доблесть.
Чёрный цвет — честь, мудрость и преданность.
Белый цвет (серебро) — согласие, милосердие и человеколюбие.